# Julie Powell
Julie Powell, de soltera Foster (Austin, Texas, 20 de abril de 1973-Olivebridge, 26 de octubre del 2022), fue una autora estadounidense conocida por su libro Julie & Julia: 365 Days, 524 Recipes, 1 Tiny Apartment Kitchen, basado en su blog, Julie/Julia Project, y que se publicó en 2005. En el 2009 se estrenó una adaptación cinematográfica basada en su libro llamada Julie & Julia.
Su segundo libro, Cleaving: a Story of Marriage, Meat, and Obsession, se publicó el mismo año que estrenó su adaptación cinematográfica.

## Biografía
Powell nació y creció en Austin, Texas. Se graduó de Amherst College en 1995 con una doble especialización en teatro y escritura creativa. Más tarde se casó con Eric Powell, editor de la revista Archaeology.

## Incursión en la Literatura

### Julie & Julia: 365 Days, 524 Recipes, 1 Tiny Apartment Kitchen
Mientras trabajaba para la Corporación de Desarrollo del Bajo Manhattan en agosto de 2002, Powell comenzó el Proyecto Julie/Julia, un blog que narra su intento de cocinar todas las recetas en Mastering the Art of French Cooking de Julia Child. El blog rápidamente ganó muchos seguidores y Powell firmó un contrato de libro con Little, Brown and Company. El libro resultante, Julie and Julia: 365 Days, 524 Recipes, 1 Tiny Apartment Kitchen, se publicó en el 2005. La edición de bolsillo se tituló de nuevo Julie and Julia: My Year of Cooking Dangerously.
Se informó que Child no quedó impresionado con el blog de Powell, creyendo que su determinación de cocinar todas las recetas en Dominar el arte de la cocina francesa en un año era un truco. La editora de Child, Judith Jones, dijo en una entrevista:
Lanzar palabras de cuatro letras cuando cocinar no es atractivo, ni para mí ni para Julia. Ella no quería respaldarlo. Lo que apareció en el blog fue alguien que lo estaba haciendo casi como un truco. Nunca describiría realmente los resultados finales, lo delicioso que era y lo que aprendió. A Julia no le gustaba lo que ella llamaba 'los débiles'. Ella no sufrió tontos, si sabes a lo que me refiero.
Las críticas de otros también fueron mixtas. A David Kamp, que escribe en The New York Times, no le gustaron los intentos de Powell de escribir sus memorias y dijo que "tiene demasiado blog en su ADN. Tiene una incontinencia desordenada, lo que sea que esté en mi mente, llevándonos a lugares a los que preferiríamos no ir". Del mismo modo, Keith Phipps de The A.V. Club no pensó que la transición del blog a las memorias se manejó bien, afirmando que su "estilo digresivo de flujo de conciencia se ha convertido en la lengua franca de la blogosfera, y aunque puede ser una forma de arte cuando se presenta en entregas diarias, es un trabajo duro en la longitud de un libro". Más positiva fue la reseña en Kirkus Reviews, que escribió con aprobación sobre el estilo de Powell, "Disfrute de esta memoria de médula y mantequilla, sabiendo que siempre hay un verde amargo para equilibrar el sabor",  y la reseña en Publishers Weekly, que sugirió que " Tanto los cocineros caseros como los devotos de la comida estilo Bridget Jones quedarán atrapados en la escritura divertida, aguda pero generosa de Powell".
En el 2009, Powell recibió un diploma honorífico de Le Cordon Bleu, la misma escuela de cocina de la que Child se graduó en 1951.
Antes de su proyecto Julie/Julia, Powell nunca había comido un huevo antes de abordar Oeufs a la Fondue de Fromage. En varios puntos del blog, Powell confesó que detestaba los frijoles, las aceitunas, las anchoas, la ensalada, las espinacas, los huevos e incluso los guisantes frescos ("pequeños sacos verdes de harina húmeda").

### Cleaving: a Story of Marriage, Meat, and Obsession
El segundo libro de Powell, Cleaving: a Story of Marriage, Meat, and Obsession, detalla sus experiencias aprendiendo a ser carnicero en la carnicería de Fleisher en Kingston, Nueva York, y los efectos de las aventuras tanto de ella como de su esposo en su matrimonio. Fue publicado el 30 de noviembre del 2009. El trabajo recibió varias críticas negativas basadas en el contenido del libro y la franqueza de Powell sobre los asuntos.

### Adaptación al cine
La película Julie & Julia dirigida por Nora Ephron se estrenó el 7 de agosto de 2009. La película se basó tanto en el libro de Julie Powell como en la autobiografía de Julia Child My Life in France. Amy Adams interpretó a Julie Powell y Meryl Streep a Julia Child. El esposo de Julie, Eric, fue interpretado por Chris Messina. El esposo de Julia, Paul, fue interpretado por Stanley Tucci.

## Fallecimiento
Powell murió de un paro cardíaco en su casa de Olivebridge, Nueva York, el 26 de octubre del 2022, a la edad de 49 años.